# أصحاب الكهف (مسلسل)
أصحاب الكهف (بالفارسية: اصحاب كهف يا مردان آنجلس) مسلسل تلفزيوني تاريخي إيراني أنتج عام 1999، يروي قصة اتت بعد رفع المسيح إلى السماء بسنوات عندما كان بنو إسرائيل يقتلون مَن يؤمن بالديانة المسيحية.

## قصة المسلسل
يروي المسلسل قصة حدثت في فترة حكم الإمبراطور دقيانوس وذلك بعد رفع المسيح إلى السماء بسنوات، عندما كان بنو إسرائيل يقتلون كل من يؤمن بالله، تروي القصة حكاية اشخاص كانوا يخفون إيمانهم بالله وعندما كشفوا عن ايمانهم هربو إلى كهف وبقدرة الله ناموا في الكهف لمدة 309 سنوات وظن الناس بانهم ماتوا ولم يستطع أحد الدخول اليهم واستيقظوا بعد كل هذه الأعوام وشاهدوا التغيرات التي حصلت، وفي النهاية وقبل موتهم آمن بمعتقدهم الكثيرين ثم ماتوا بعد ذلك مرتاحين. عرض هذا المسلسل بعدة لغات وقد لاقى اعجاب الكثيرين من بلدان مختلفة ومن العديد من الأديان.
مسلسل اصحاب الكهف أو رجال انجلوس رواية مقتبسة من القرآن وقد انتج الكثير من المخرجين السينمائيين افلام على أساس هذه الرواية القرآنية، لكن مسلسل اصحاب الكهف المنتج بواسطة المخرج السينمائي الإيراني فرج الله سلحشور يعتبر أفضلها، سجلت الكثير من الأعمال والمسلسلات الروائية القرآنية للمخرج فرج الله سلحشور منها: مسلسلي النبي أيوب والنبي يوسف.

## طاقم العمل
- المخرج: فرج الله سلحشور
- المنتج: محسن علي أكبري
- السيناريو: محمد سعيد بهمن بور
- الممثلين: جعفر دهقان ومهتاب كرامتي وجهانبخش سلطاني وحسين ياري ورضا ايرانمنش واردلان شجاع كاوه و....

### الأصوات العربية
- محمد إبراهيم - مكسميليان
- صبحي عيط - دياكليتيانوس
- جهاد الأطرش - يوليوس
- ربى الشريف - هيلين
- إسماعيل نعنوع - القاضي
- علي سعد
- جان قسيس
- هاني أحمد
- عمر ميقاتي
- وسن إبراهيم
- حسن حمدان
- حسني بدر الدين
- منى مجذوب
- شربل أيوب
- ربيع بحر صافي
- أيمن بيطار
- فادي الرفاعي
- شربل زيادة
- سهير ناصر الدين
- محمود هزيمة
- علي شقير
- علي فقيه
- جمال حمدان
- رضوان راضي
- سعد حمدان
- عدي رعد
- بسام القادري

## روابط خارجية
- أصحاب الكهف على موقع IMDb (الإنجليزية)
- أصحاب الكهف على موقع كينوبويسك (الروسية)
- أصحاب الكهف على موقع قاعدة بيانات الفيلم (الإنجليزية)